# Erich Unshelm
Erich Unshelm (* 9. Oktober 1890 in Bremen; † 16. November 1965) war ein deutscher Statistiker und Politiker (DDP, FDP) und Mitglied im Landtag von Nordrhein-Westfalen.

## Ausbildung und Beruf
Unshelm legte zunächst eine Diplom-Prüfung an einer Hochschule für kommunale Verwaltung ab, ehe er im Fach Staatswissenschaften promovierte. Anschließend war er als wissenschaftlicher Mitarbeiter und später als Syndikus tätig.

## Politik
Seit 1918 war Unshelm Mitglied im Reichsparteiausschuss der DDP. Nach 1946 trat er der FDP bei. Für diese Partei saß er im Stadtrat von Dortmund und war dort auch Fraktionsvorsitzender.
Unshelm war 1946 und 1947 Mitglied des ernannten Landtages von Nordrhein-Westfalen. Danach zog er über die Landesliste in den gewählten Landtag von Nordrhein-Westfalen an. Er war Landtagsabgeordneter bis 1958.

## Familie
Erich Unshelm war verheiratet mit Margarete Unshelm, geborene Schmachtenberg. Ihr 1933 geborener Sohn ist der Tierarzt und Professor für Tierhygiene und Verhaltenskunde Jürgen Unshelm.

## Ehrungen
- 1956 erhielt er den Verdienstorden der Bundesrepublik Deutschland